# Wilson Township (Audrain County, Missouri)
Die Wilson Township ist eine von acht Townships im Audrain County im mittleren Nordosten des US-amerikanischen Bundesstaates Missouri. Das U.S. Census Bureau hat bei der Volkszählung 2020 eine Einwohnerzahl von 1.707 ermittelt.

## Geografie
Die Wilson Township liegt rund 70 km nördlich des Missouri River und rund 90 km westlich des Mississippi, der die Grenze zu Illinois bildet.
Die Wilson Township liegt auf 39° 11′ N, 92° 2′ W und erstreckt sich über 354,45 km², die sich auf 351,80 km² Land- und 2,65 km² Wasserfläche verteilen.
Die Wilson Township liegt im westlichen Zentrum des Audrain County und zieht sich von der nördlichen Grenze zum Monroe County bis an die südliche Grenze zum Callaway County durch das gesamte County. Im Südwesten grenzt das Boone County an. Innerhalb des Audrain County grenzt die Wilson Township im Nordwesten an die Saling Township und im Osten an die Salt River Township.

## Verkehr
Durch den Norden der Wilson Township verläuft die Missouri State Route 15, durch das Zentrum die Missouri State Route 22. Bei allen weiteren Straßen innerhalb der Township handelt es sich um untergeordnete und zum Teil unbefestigte Fahrwege.
Parallel zur State Route 22 verlaufen zwei Eisenbahnlinien der Norfolk Southern Railway von St. Louis nach Kansas City und der Kansas City Southern von Springfield in Illinois ebenfalls nach Kansas City.
Mit dem Mexico Memorial Airport befindet sich rund 20 km östlich der Wilson Township ein kleiner Flugplatz. Der nächstgelegene größere Flughafen ist der rund 170 km ostsüdöstlich gelegene Lambert-Saint Louis International Airport.

## Demografische Daten
Nach der Volkszählung im Jahr 2010 lebten in der Wilson Township 1633 Menschen in 610 Haushalten. Die Bevölkerungsdichte betrug 4,6 Einwohner pro Quadratkilometer. In den 610 Haushalten lebten statistisch je 2,68 Personen.
Ethnisch betrachtet setzte sich die Bevölkerung zusammen aus 98,3 Prozent Weißen, 0,7 Prozent Afroamerikanern, 0,7 Prozent amerikanischen Ureinwohnern, 0,1 Prozent (eine Person) Asiaten sowie 0,1 Prozent aus anderen ethnischen Gruppen; 0,2 Prozent stammten von zwei oder mehr Ethnien ab. Unabhängig von der ethnischen Zugehörigkeit waren 0,5 Prozent der Bevölkerung spanischer oder lateinamerikanischer Abstammung.
24,9 Prozent der Bevölkerung waren unter 18 Jahre alt, 60,2 Prozent waren zwischen 18 und 64 und 14,9 Prozent waren 65 Jahre oder älter. 48,7 Prozent der Bevölkerung war weiblich.
Das mittlere jährliche Einkommen eines Haushalts lag bei 51.075 USD. Das Pro-Kopf-Einkommen betrug 21.422 USD. 20,8 Prozent der Einwohner lebten unterhalb der Armutsgrenze.

## Ortschaften
Neben Streubesiedlung lebt die Mehrheit der Bewohner der Wilson Township in folgenden (gemeindefreien) Siedlungen:
- Rowena
- Thompson